# Saison 1941-1942 de l'AS Saint-Étienne
Chronologie
Saison précédente Saison suivante
Cet article fournit diverses informations sur la saison 1941-1942 de l'AS Saint-Étienne, un club de football français basé à Saint-Étienne (Loire).

## Résumé de la saison
- L'horreur de la guerre n'empêche pas le championnat de poursuivre son petit bonhomme de chemin et l'ASSE le retrouve en rejoignant une fois encore la zone libre composée des Verts et de 8 autres équipes : Marseille, Cannes, Nîmes, Sète, Toulouse, Montpellier, Alès et Nice.
- L'entraîneur abandonne son poste de joueur pour se consacrer à l'entraînement de l'équipe professionnelle. Le recrutement est assez déséquilibré avec beaucoup de départs pour peu d'arrivées : Tamini, Bonnet et Calligaris arrivent, alors que Roger Pasquini (de retour en 1946), Jean Bourdier, Emonoz, Borie et Dutilleul quittent le vaisseau Vert.

## Équipe professionnelle

### Transferts
Sont considérés comme arrivées, des joueurs n’ayant pas joué avec l’équipe 1 la saison précédente.
| Nom               | Nationalité | Poste     | Transfert        | Provenance/Destination | Division |
| ----------------- | ----------- | --------- | ---------------- | ---------------------- | -------- |
| Arrivées          |             |           |                  |                        |          |
| Ignace Tax        |             | Attaquant | Retour de guerre | -                      | -        |
| Roland Berthet    |             | Défenseur | -                | -                      | -        |
| André Calligaris  |             | Défenseur | -                | -                      | -        |
| Ferenc Odry       |             | Milieu    | Retour de guerre | -                      | -        |
| Jean Tamini       |             | Attaquant | Transfert        | FC Lyon                |          |
| Claude Roure      |             | Milieu    | -                | -                      | -        |
| Jean Bourriau     |             | Défenseur | -                | -                      | -        |
| François Bonnet   |             | Attaquant | Transfert        | Beaucaire              | -        |
| Départs           |             |           |                  |                        |          |
| Jules Dutilleuil  |             | Défenseur | -                | -                      | -        |
| Joseph Mugnier    |             | Défenseur | -                | -                      | -        |
| André Borie       |             | Défenseur | -                | -                      | -        |
| Marcel Vial       |             | Défenseur | -                | -                      | -        |
| Gabriel Boirayron |             | Milieu    | -                | -                      | -        |
| René Malaurent    |             | Milieu    | -                | -                      | -        |
| Paul Emenoz       |             | Attaquant | -                | -                      | -        |
| Jean Godet        |             | Attaquant | -                | -                      | -        |
| Roger Bonhomme    |             | Milieu    | -                | -                      | -        |
| Antoine Fuchs     |             | Milieu    | -                | -                      | -        |
| Émile Robert      |             | Milieu    | -                | -                      | -        |
| Roger Pasquini    |             | Attaquant | -                | -                      | -        |
| Jean Bourdier     |             | Attaquant | -                | -                      | -        |

### Championnat

#### Matchs allers
| Date       | N o | Adversaire      | Lieu | Résultat | Buteurs pour Saint-Étienne                 | Points |
| ---------- | --- | --------------- | ---- | -------- | ------------------------------------------ | ------ |
| 05/10/1941 | J01 | Marseille       | Ext. | 8 - 3    | Rich 5e, Bonnet 17e (pen.), Bartkowiak 43e | 0      |
| 24/10/1941 | J02 | Cannes          | Ext. | 1 – 1    | Bigot 44e                                  | 1      |
| 09/11/1941 | J03 | Nîmes           | Dom. | 3 - 0    | Bigot 4e 27e 58e                           | 3      |
| 23/11/1941 | J04 | FC Sète         | Dom. | 1 - 0    | Bonnet 20e                                 | 5      |
| 30/11/1941 | J05 | Toulouse        | Ext. | 4 - 0    | -                                          | 5      |
| 07/12/1941 | J06 | USO Montpellier | Dom. | 2 - 1    | Hess 45e, Bigot 70e                        | 7      |
| 21/12/1941 | J07 | Olympique Alès  | Ext. | 1 - 2    | Bigot , Tamini                             | 9      |
| 28/12/1941 | J08 | OGC Nice        | Ext. | 2 - 0    | -                                          | 9      |

#### Matchs retours
| Date       | N o | Adversaire      | Lieu | Résultat | Buteurs pour Saint-Étienne                  | Points |
| ---------- | --- | --------------- | ---- | -------- | ------------------------------------------- | ------ |
| 08/02/1942 | J09 | Cannes          | Dom. | 1 - 0    | Bigot 20e                                   | 11     |
| 22/02/1942 | J10 | Nîmes           | Ext. | 1 - 0    | -                                           | 11     |
| 01/03/1942 | J11 | Marseille       | Dom. | 4 - 3    | Bigot 8e 40e, Patrone 11e (csc), Tamini 45e | 13     |
| 22/03/1942 | J12 | Toulouse        | Dom. | 0 - 1    | -                                           | 13     |
| 29/03/1942 | J13 | USO Montpellier | Ext. | 1 - 0    | -                                           | 13     |
| 05/04/1942 | J14 | OGC Nice        | Dom. | 2 - 0    | Bonnet 15e, Tamini 30e                      | 15     |
| 19/04/1942 | J15 | Olympique Alès  | Dom. | 1 – 1    | Tax 2e (pen.)                               | 16     |
| 26/04/1942 | J16 | FC Sète         | Ext. | 3 - 1    | Tax                                         | 16     |

#### Classement final
| Rang | Équipe                 | Pts | J  | G  | N | P  | Bp | Bc | GA    |
| ---- | ---------------------- | --- | -- | -- | - | -- | -- | -- | ----- |
| 1    | FC Sète                | 25  | 16 | 11 | 3 | 2  | 26 | 11 | 2,364 |
| 2    | Toulouse FC            | 20  | 16 | 8  | 4 | 4  | 28 | 11 | 2,545 |
| 3    | Olympique Alès         | 16  | 16 | 6  | 4 | 6  | 21 | 25 | 0,84  |
| 4    | AS Saint-Étienne       | 16  | 16 | 7  | 2 | 7  | 22 | 27 | 0,815 |
| 5    | Olympique de Marseille | 15  | 16 | 5  | 5 | 6  | 31 | 25 | 1,24  |
| 6    | AS Cannes              | 14  | 16 | 4  | 6 | 6  | 21 | 21 | 1     |
| 7    | OGC Nice               | 14  | 16 | 5  | 4 | 7  | 19 | 27 | 0,704 |
| 8    | Nîmes Olympique        | 14  | 16 | 5  | 4 | 7  | 13 | 21 | 0,619 |
| 9    | USO Montpellier        | 10  | 16 | 4  | 2 | 10 | 14 | 27 | 0,519 |

- Source: Football 89, Les Guides de l'Equipe, 1988

### Coupe de France

#### Tableau récapitulatif des matchs
| Date       | N o   | Adversaire | Lieu   | Résultat | Buteurs pour Saint-Étienne | Suite    |
| ---------- | ----- | ---------- | ------ | -------- | -------------------------- | -------- |
| 14/12/1941 | 1/16e | Annecy     | Annecy | 1 - 0    | -                          | Éliminés |

### Statistiques

#### Buteurs
| Place | Nom                  | Championnat Zone Libre | Coupe de France | TOTAL des BUTS |
| 1     | Jules Bigot          | 9 buts                 | -               | 9 buts         |
| 2     | Jean Tamini          | 3 buts                 | -               | 3 buts         |
| 2     | François Bonnet      | 3 buts                 | -               | 3 buts         |
| 4     | Ignace Tax           | 2 buts                 | -               | 2 buts         |
| 5     | Joseph Rich I        | 1 but                  | -               | 1 but          |
| 5     | Stanislas Bartkowiak | 1 but                  | -               | 1 but          |
| 5     | Karel Hess           | 1 but                  | -               | 1 but          |
| #     | contre son camp      | 1 but                  | -               | 1 but          |
| Total | 7 buteurs            | 21 buts                | 0 but           | 21 buts        |

Date de mise à jour : le 12 septembre 2014.